# Englewood (Florida)
Englewood es un lugar designado por el censo ubicado en el condado de Sarasota en el estado estadounidense de Florida. En el Censo de 2010 tenía una población de 14.863 habitantes y una densidad poblacional de 439,54 personas por km².

## Geografía
Englewood se encuentra ubicado en las coordenadas 26°57′39″N 82°21′15″O / 26.96083, -82.35417. Según la Oficina del Censo de los Estados Unidos, Englewood tiene una superficie total de 33.81 km², de la cual 25.36 km² corresponden a tierra firme y (24.99%) 8.45 km² es agua.

## Demografía
Según el censo de 2010, había 14.863 personas residiendo en Englewood. La densidad de población era de 439,54 hab./km². De los 14.863 habitantes, Englewood estaba compuesto por el 97.13% blancos, el 0.3% eran afroamericanos, el 0.24% eran amerindios, el 0.71% eran asiáticos, el 0.03% eran isleños del Pacífico, el 0.58% eran de otras razas y el 1% pertenecían a dos o más razas. Del total de la población el 2.52% eran hispanos o latinos de cualquier raza.